# Marine argentine
Pour les articles homonymes, voir ARA.
La marine de la République argentine (Armada de la República Argentina ou ARA en espagnol) est la marine de guerre de l'Argentine. Elle est l'une des trois branches des forces armées argentines, avec l'armée de terre et la force aérienne.
Le jour de la marine argentine est célébré le 17 mai, date anniversaire de la victoire remportée sur la flotte espagnole en 1814 lors de la bataille de Montevideo, durant la guerre d'indépendance.
Chaque navire de la marine argentine est désigné par le préfixe ARA.

## Histoire

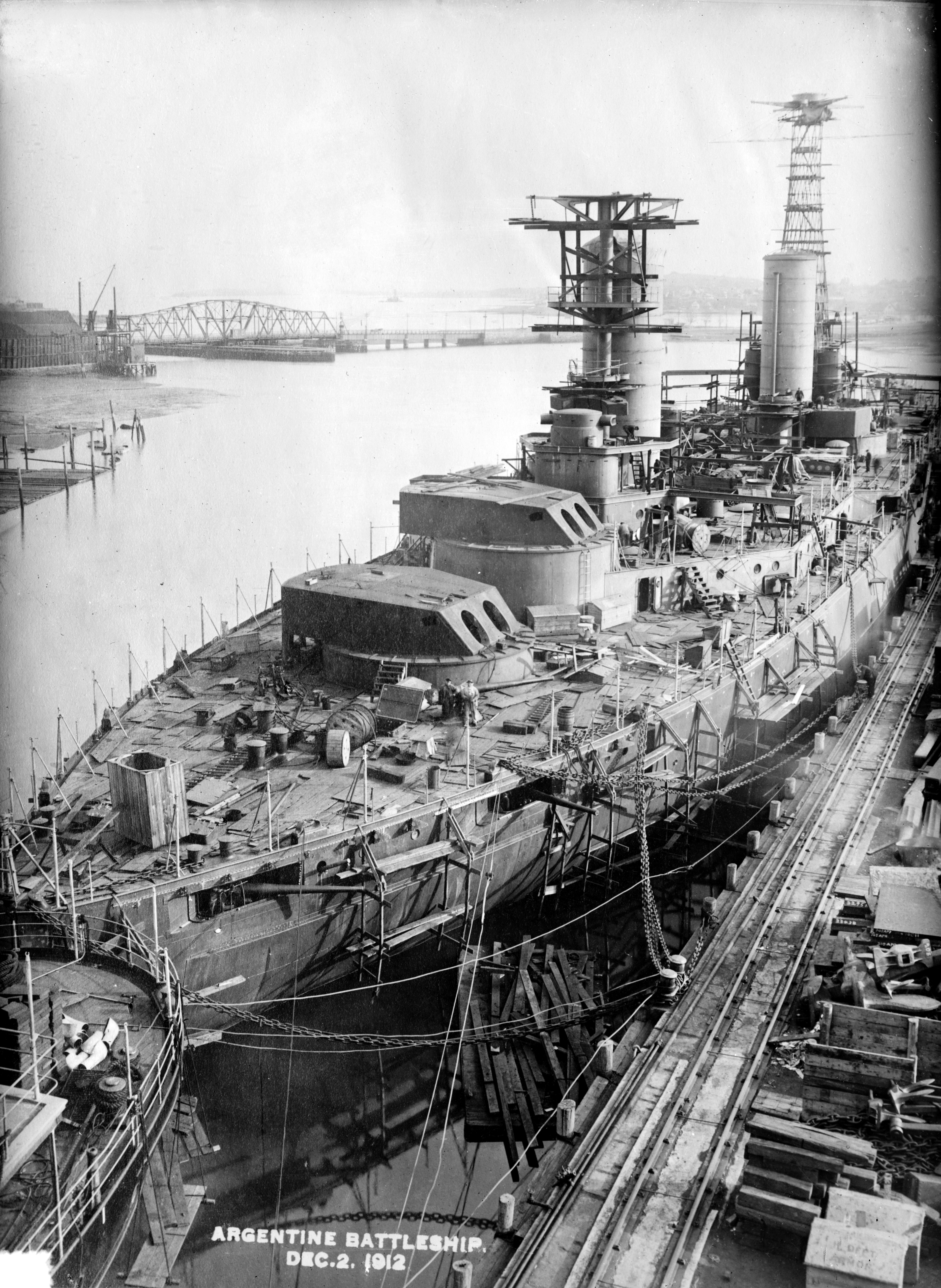
Navire de la classe Rivadavia en construction aux États-Unis pour la marine argentine en 1912. Deux navires de ce type entrèrent en service en 1914–1915 et furent utilisés jusqu'en 1956.

### XIXesiècle
La marine argentine fut créée aux lendemains de la révolution de Mai en 1810. Il fallut cependant attendre 1814 pour que, sous la direction du Lieutenant-colonel irlandais William Brown, elle devienne un acteur décisif dans la guerre d'indépendance contre l'Espagne.
Vers la fin du XIXe siècle, elle se modernisa en achetant des navires de construction italienne, britannique, française ou espagnole pour être composée en 1900 de :
- 5 croiseur cuirassés ;
- 4 cuirassés à coque en fer de défense côtière ;
- 3 croiseurs à grande vitesse de construction britannique ;
- 7 petits croiseurs et canonnières ;
- 4 contre-torpilleurs ;
- 22 torpilleurs[2].

Les plus puissants de ces bateaux étaient le Giuseppe Garibaldi (incrociatore 1899) et ses sister-ships, les General Belgrano (en), Pueyrredón et le San Martín, construits en Italie à partir de 1895 et de plus de 6 000 tonnes ; ainsi que trois navires plus anciens, les Almirante Brown (en), Independencia (en) et Libertad qui remontaient, eux, aux années 1880.
L'ensemble de ces navires était armé par plus de 600 officiers et 7 760 officiers mariniers, quartiers-maitres et marins et soutenu par un bataillon d'infanterie de marine et une batterie d'artillerie.

### De nos jours
En 2012, seuls 15 navires sont en condition opérationnelle. La flotte est à court de pièces de rechange et de ressources pour la formation et la maintenance. En effet, après la période de la dictature de la junte militaire, l'Argentine lance une politique de démilitarisation dans les années 1990. En 2017, son budget militaire est ainsi le plus faible de toute l'Amérique latine. Le politologue Rosendo Fraga explique : « L'Argentine consacre 0,9 % de son PIB à la défense. Sur ce 0,9 %, 85 % vont aux salaires et aux retraites, 12 % aux coûts de fonctionnement (essence, nourriture) et seulement 3 % pour le rééquipement. Le résultat est que 90 % de l'équipement de l'armée a été acquis il y a plus de trente ou cinquante ans et que nous avons un taux d'accidents supérieur à la normale », comme l'illustre la disparition d'un sous-marin argentin en novembre 2017.

## Flotte
La flotte argentine se compose de 46 navires en 2017. Quatre destroyers et deux sous-marins d'attaque (SSK) forment sa composante centrale, à côté de neuf corvettes dédiées, elles, à la défense côtière.

## Forces sous-marines

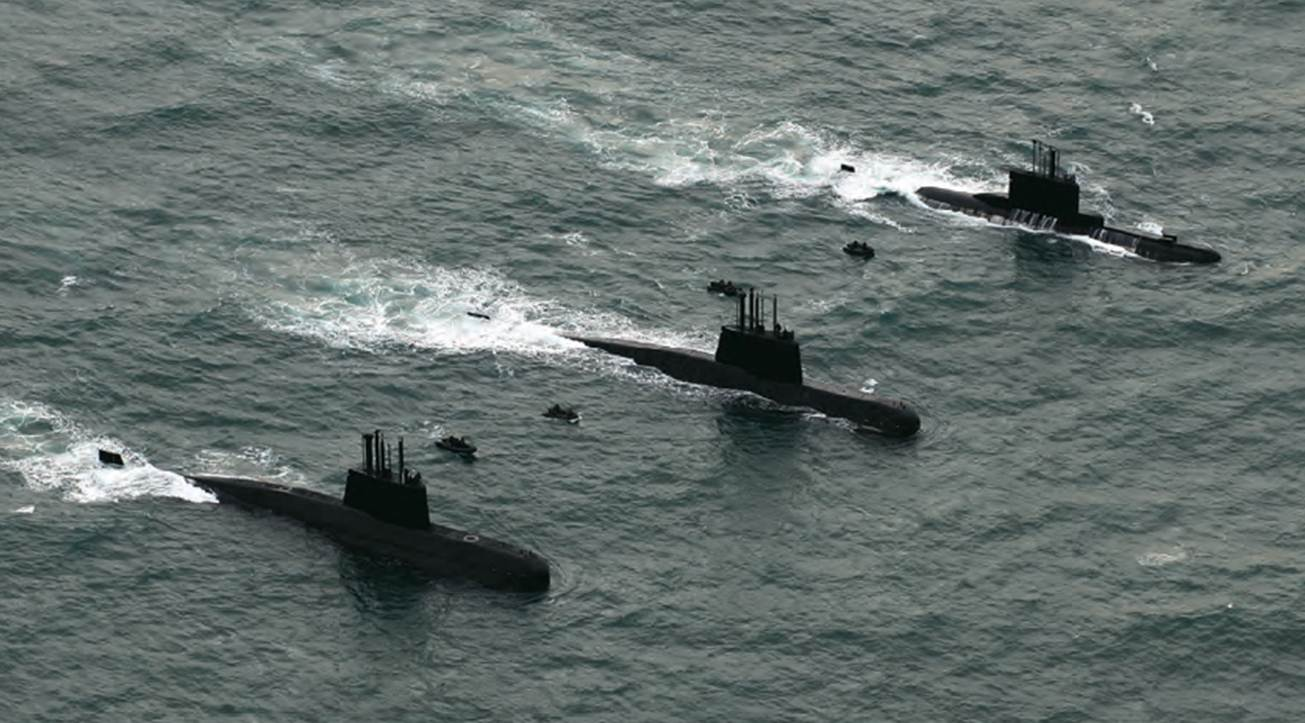
Les ARA Santa Cruz (S-41), ARA San Juan (S-42) et ARA Salta (S-31) avant 2015.

Opérationnelle à partir de 1933, le Commandement des forces sous-marines (es) (Comando de la Fuerza de Submarinos, COFS), est basé à Mar del Plata.
Les trois premiers sous-marins entré en service en 1933 sont des dérivé du Ciro Menotti de la classe Settembrini de construction italienne et nommés du nom des provinces Santa Fe, Salta et Santiago del Estero; d'un tonnage de 877 tonnes en surface/1 000 tonnes en plongée, d'une vitesse de 17/9 nœuds, ils sont armés d'un canon de 120 mm, d'un canon de 37 mm et 8 tubes lance-torpilles de 533 mm. Ils sont désarmés en 1958 et 1961.
Il se compose avant le naufrage du San Juan le 15 novembre 2017 comme ceux-ci :

### Deux sous-marins de TypeTR 1700

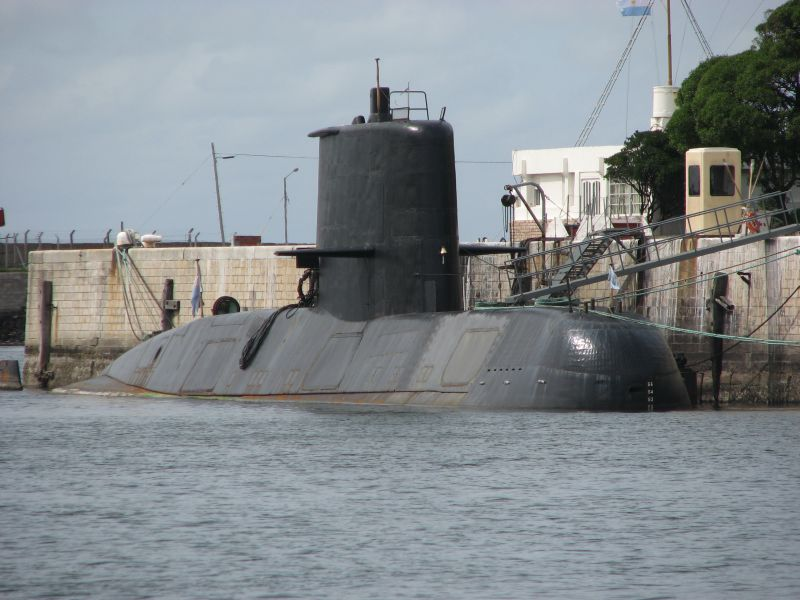
ARA San Juan (S-42)

Deux sous-marins de type TR 1700 ont été acquis auprès de l'Allemagne.
Construits en Allemagne de l'Ouest dans les années 1980, ils ont été incorporés dans la marine argentine en 1985 et sont en service jusqu'en 2017. Ces sous-marins mesurent 66 mètres et leur vitesse maximale est de 25 nœuds.
- Santa Cruz (S.41)
- San Juan (S.42)[Note 1]

Quatre autres devaient être construits en Argentine par Astillero Domecq Garcia dans les années 1990 mais seulement deux ont commencé à être construits avant l'arrêt des travaux à respectivement 70 et 30 % en 1994.
On spécule que le sous-marin ARA Santa Fe construit à 70 % pourrait être équipé d'un réacteur nucléaire Carem.

### Un sous-marin deType 209/1200
Deux sous-marins du type 209/1200 (pour 1 200 tonnes) ont été acquis auprès de l'Allemagne.
Construits en Allemagne de l'Ouest dans les années 1970, ils ont été incorporés dans la marine argentine en 1974. À partir de 2022, le Salto sert en tant que plate-forme d'entraînement pour les plongeurs tactiques (Buzos Tacticos) de la marine argentine ; également pour d'autres exercices et une formation de base sous-marine. Ce sous-marin a un équipage de 31 personnes.
- S 31 Salta (modernisé entre 1988 et 1996)
- S 32 San Luis (désarmé en le 23 avril 1997)

### Autres unités
- Deux petits bâtiments, les ARA Punta Mogotes (P-65) et ARA Luisito (Q-51), dépendent également du Commandement des forces sous-marines (es) pour des besoins d'entraînement.
- Une unité d'élite, le Groupement de plongeurs tactiques.

## Aéronavale
Le commandement de l'aviation navale (COmando de Aviación Naval ou COAN en espagnol) fut fondé en 1916 et devint célèbre en 1982 lors de la guerre des Malouines. De 1999 à 2016, après le retrait du service actif du porte-avions ARA Veinticinco de Mayo (V-2), les avions argentins opèrent depuis le porte-avions brésilien NAe São Paulo (A12).
L'aéronavale argentine disposait en 2017, de 37 avions et 10 hélicoptères.

## Infanterie de marine

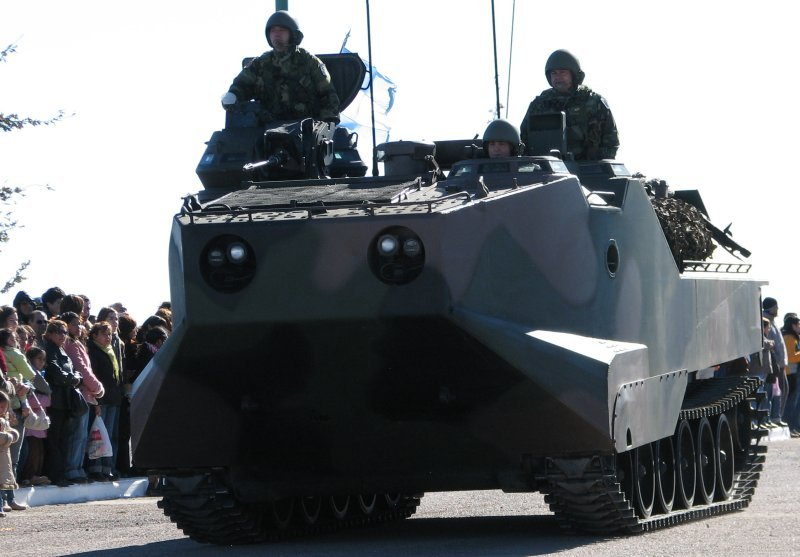
LVTP-7 de l'IMARA.

L'infanterie de marine argentine (Infantería de Marina de la Armada de la República Argentina ou IMARA en espagnol) est une force de combat terrestre dépendant de la marine.

## Service hydrographique
Créé en 1879, le Servicio de Hidrografia Naval dépend également de la marine argentine et produit des services hydrographiques.

## Grades

### Officiers
| Insigne | Grade argentin (en espagnol) | Grade argentin (en anglais) | Equivalent grade Royal Navy | Equivalent grade US Navy  | Code grade OTAN |
| ------- | ---------------------------- | --------------------------- | --------------------------- | ------------------------- | --------------- |
|         | Almirante                    | Admiral                     | Admiral                     | Admiral                   | OF-9            |
|         | Vicealmirante                | Vice Admiral                | Vice Admiral                | Vice Admiral              | OF-8            |
|         | Contraalmirante              | Rear Admiral                | Rear Admiral                | Rear Admiral (Upper Half) | OF-7            |
|         | Comodoro de Marina           | Commodore of the Navy       | Commodore                   | Rear Admiral (Lower Half) | OF-6            |
|         | Capitán de Navío             | Ship-of-the-Line Captain    | Captain                     | Captain                   | OF-5            |
|         | Capitán de Fragata           | Frigate Captain             | Commander                   | Commander                 | OF-4            |
|         | Capitán de Corbeta           | Corvette Captain            | Lieutenant-Commander        | Lieutenant Commander      | OF-3            |
|         | Teniente de Navío            | Ship-of-the-Line Lieutenant | Lieutenant                  | Lieutenant                | OF-2            |
|         | Teniente de Fragata          | Frigate Lieutenant          | Sub-Lieutenant              | Lieutenant (Junior Grade) | OF-1            |
|         | Teniente de Corbeta          | Corvette Lieutenant         | Acting Sub-Lieutenant       | Ensign                    | OF-1            |
|         | Guardiamarina                | Midshipman                  | Midshipman                  | Midshipman                | OF-D            |

### Sous-officiers et hommes du rang
| Insigne | Grade argentin (en espagnol) | Grade argentin (en anglais) | Equivalent grade Royal Navy | Equivalent grade US Navy                                       |
| ------- | ---------------------------- | --------------------------- | --------------------------- | -------------------------------------------------------------- |
|         | Suboficial Mayor             | Sub-Officer Major           | Warrant Officer 1           | Master Chief Petty Officer, Command Master Chief Petty Officer |
|         | Suboficial Principal         | Principal Sub-Officer       | Warrant Officer 2           | Senior Chief Petty Officer                                     |
|         | Suboficial Primero           | Sub-Officer First Class     | Chief Petty Officer         | Chief Petty Officer                                            |
|         | Suboficial Segundo           | Sub-Officer Second Class    | Petty Officer               | Petty Officer 1st Class                                        |
|         | Cabo Principal               | Principal Corporal          | Leading Seaman/Rate/Hand    | Petty Officer 2nd Class                                        |
|         | Cabo Primero                 | Corporal First Class        | Able Seaman 2nd Class       | Petty Officer 3rd Class                                        |
|         | Cabo Segundo                 | Corporal Second Class       | Able Seaman 1st Class       | Seaman                                                         |
|         | Marinero Primero             | Seaman                      | Ordinary Seaman             | Seaman Apprentice                                              |
|         | Marinero Segundo             | Seaman Recruit              | (No equivalent)             | Seaman Recruit                                                 |